# Pero spectrata
Pero spectrata là một loài bướm đêm trong họ Geometridae.